# قائمة الأفلام المصرية سنة 2012
هذه قائمة بالأفلام المصرية لسنة 2012 مرتبة أبجديا

## 2012
| اسم الفيلم        | إخراج           | بطولة | ملاحظات |
| ----------------- | --------------- | --- | ------- |
| 30 فبراير         | معتز التوني     | سامح حسين - أيتن عامر - لطفي لبيب - عايدة رياض - مظهر أبو النجا - إيمان السيد |         |
| الآنسة مامي       | وائل إحسان      | ياسمين عبد العزيز - حسن الرداد - هالة فاخر - انتصار - هشام إسماعيل - غسان مطر - أحمد فؤاد سليم |         |
| الألماني          | علاء الشريف     | محمد رمضان - أحمد بدير - عايدة رياض - ضياء عبد الخالق - مروة الأزلي - داليا التوني - رانيا ملاح |         |
| البار             | مازن الجبلي     | محمد أحمد ماهر - مني ممدوح - ماهيتاب صلاح الدين - علي الطيب |         |
| المصلحة           | ساندرا نشأت     | أحمد السقا - أحمد عز - حنان ترك - زينة - صلاح عبد الله - أحمد السعدني - محمد فراج - كندة علوش - نهال عنبر - عمار شلق - منذر رياحنة - خالد صالح |         |
| بابا              | علي إدريس       | أحمد السقا - درة - صلاح عبد الله - إدوارد - خالد سرحان - لطفي لبيب - إيمان السيد - نيكول سابا |         |
| برتيتا            | شريف مندور      | كندة علوش - أحمد السعدني - عمرو يوسف - دينا فؤاد - أحمد زاهر - أحمد صفوت - مادلين طبر |         |
| بعد الموقعة       | يسري نصر الله   | منة شلبي - باسم سمرة - ناهد السباعي |         |
| بنات العم         | أحمد سمير فرج   | أحمد فهمي - شيكو - هشام ماجد - إدوارد - يسرا اللوزي - رجاء الجداوي - حسن مصطفى - صلاح عبد الله - أيتن عامر |         |
| بنطلون جوليت      | طارق الإبياري   | طارق الإبياري - نهال لاشين - أحمد صفي - سامي سليم |         |
| تيتة رهيبة        | سامح عبدالعزيز  | محمد هنيدي - سميحة أيوب - إيمي سمير غانم - باسم سمرة - عبد الرحمن أبو زهرة - محمد فراج - خالد سرحان |         |
| جدو حبيبي         | علي إدريس       | بشري - محمود ياسين - أحمد فهمي - لبنى عبد العزيز |         |
| جوة اللعبة        | محمد حمدي       | مصطفى قمر - ريهام عبد الغفور - رشا نور الدين - أشرف مصيلحي - محمد لطفي |         |
| جيم أوفر          | أحمد البدري     | يسرا - مي عز الدين - محمد نور - عزت أبو عوف - إيمان السيد |         |
| حصل خير           | إسماعيل فاروق   | سعد الصغير - قمر - كريم محمود عبد العزيز - محمد رمضان - أيتن عامر - أمينة - بدرية طلبة - جنا عمرو - لطفي لبيب |         |
| حظ سعيد           | طارق عبد المعطي | أحمد عيد - مي كساب - أحمد صفوت - ضياء الميرغني |         |
| حفلة منتصف الليل  | محمود كامل      | رانيا يوسف - درة - رامي وحيد - إدوارد - عبير صبري - حنان مطاوع - منى هلا - ماجد الكدواني |         |
| حلم عزيز          | عمرو عرفة       | أحمد عز - شريف منير - مي كساب - محمد إمام - صلاح عبد الله |         |
| رد فعل            | حسام الجوهري    | محمود عبد المغني - حورية فرغلي - عمرو يوسف - محمود الجندي |         |
| ركلام             | علي رجب         | غادة عبد الرازق - رانيا يوسف - علا رامي - مادلين طبر - إيناس مكي |         |
| ساعة ونص          | وائل إحسان      | أحمد بدير - كريمة مختار - سمية الخشاب - يسرا اللوزي - فتحي عبد الوهاب - ماجد الكدواني - هالة فاخر - رجاء الجداوي - محمد إمام - طارق عبد العزيز - سوسن بدر - أيتن عامر - أحمد الفيشاوي - أحمد فلوكس - محمود الجندي - إياد نصار - محمد رمضان - أحمد السعدني |         |
| سبوبة             | بيتر ميمي       | أحمد هارون - راندا البحيري |         |
| عبده موتة         | إسماعيل فاروق   | محمد رمضان - دينا - حورية فرغلي - رحاب الجمل - صبري عبد المنعم |         |
| على واحدة ونص     | جمعة بدران      | سما المصري - فايق عزب - بدرية طلبة - رضا إدريس - محسن منصور |         |
| عمر وسلمى 3       | محمد سامي       | تامر حسني - مي عز الدين - عزت أبو عوف - لاميتا فرنجية - ليلى أحمد زاهر - ملك أحمد زاهر - نهلة زكي - عبد الله مشرف |         |
| غش الزوجية        | أحمد البدري     | رامز جلال - إيمي سمير غانم - حسن حسني - إدوارد - مها أبو عوف - يوسف فوزي |         |
| مستر أند مسز عويس | أكرم فريد       | حمادة هلال - بشرى - إدوارد - جنا عمرو - تتيانا - أحمد راتب |         |
| مصور قتيل         | كريم العدل      | إياد نصار - درة - أحمد فهمي - حورية فرغلي |         |
| مهمة في فيلم قديم | أحمد البدري     | إدوارد - فيفي عبده - لطفي لبيب - نهلة زكي - مادلين مطر |         |